# Sekundærrute 158
De Sekundærrute 158 is een secundaire weg in Denemarken. De weg loopt van Allinge-Sandvig via Gudhjem en Svaneke naar Nexø. De Sekundærrute 158 loopt over het eiland Bornholm en is ongeveer 39 kilometer lang.